# Chérif Hadj Saïd
Chérif Hadj Saïd, né le 18 septembre 1909 à Châteaudun-du-Rhummel, est un homme politique français.

## Mandats
- Député de Constantine (1946)[1].